# Meistratzheim
 Meistratzheim (en alsacià Maisterze) és un municipi francès, situat a la regió del Gran Est, al departament del Baix Rin. L'any 1999 tenia 1.302 habitants.
Forma part del cantó d'Obernai, del districte de Sélestat-Erstein i de la Comunitat de comunes del Pays de Sainte-Odile.

## Demografia
| 1962  | 1968  | 1975  | 1982  | 1990  | 1999  |
| ----- | ----- | ----- | ----- | ----- | ----- |
| 1.044 | 1.072 | 1.066 | 1.265 | 1.230 | 1.302 |

## Administració
| Període | Identitat   | Partit |
| ------- | ----------- | ------ |
| 2001-   | André Weber |        |